# Альфред Єкатом
Альфред Єкатом (нар. 23 січня 1975 в Бімбо; також відомий як Рембо і Альфред Сарагба) — центральноафриканський політик і військовий. Депутат парламенту ЦАР, один з лідерів руху «Антибалака», що протистоїть групі «Селека» в ході громадянської війни в ЦАР.

## Біографія
Єкатом очолював загін антибалаки чисельністю близько трьох тисяч осіб. Також Єкатом представляв «Антибалаку» на низці зустрічей і переговорів. У 2015 році проти нього, як "лідера групи, що загрожує миру, безпеці або стабільності ЦАР", були введені санкції з боку США і ООН.
У 2016 році Єкатом став депутатом парламенту ЦАР. Під час перебування на цій посаді входив до складу комісії з питань оборони і безпеки, що займалася в тому числі програмами роззброєння, демобілізації, реабілітації та інтеграції.
29 жовтня 2018 року в ході виборів голови Парламенту ЦАР Єкатом відкрив вогонь у будівлі парламенту. В результаті стрілянини ніхто не постраждав, сам стріляючий був знешкоджений.
У листопаді 2018 року заарештований Єкатом переданий владою ЦАР Міжнародному кримінальному суду, що займається розслідуванням злочинів, скоєних у ході громадянської війни в ЦАР. Він став першим громадянином ЦАР, що звинувачений у військових злочинах і постав перед Міжнародним кримінальним судом.
Єкатому були пред'явлені звинувачення в злочинах, імовірно скоєних в період з грудня 2013 по травень 2014. Зокрема, Єкатом звинувачується в тортурах, вбивствах, викраденнях людей, насильницькому позбавленні волі, грабежах і мародерстві, а також рекрутуванні в свій загін дітей молодше 15 років.